# Kuoraslantot (Gällivare socken, Lappland, 748882-171680)
Kuoraslantot är en sjö i Gällivare kommun i Lappland och ingår i Kalixälvens huvudavrinningsområde.